# Wilhelm Geiß
Wilhelm „Willi“ Geiß (* 29. August 1911 in Koblenz; † nach 1986) war ein deutscher Politiker (SED). Er war stellvertretender Leiter der Staatlichen Stellenplankommission beim Ministerrat der DDR und stellvertretender Minister der Finanzen der DDR.

## Leben
Geiss, Sohn eines Bauern, leistete während des Zweiten Weltkriegs Kriegsdienst in der Wehrmacht und geriet im November 1942 als Obergrenadier im Grenadier-Regiment 215 in sowjetische Kriegsgefangenschaft. Er besuchte von Dezember 1943 bis März 1944 die Antifa-Schule in Talitzi (Lager 165). Er schloss sich dem  Nationalkomitee Freies Deutschland (NKFD) an und kam als NKFD-Frontbeauftragter an der 2. Belorussischen Front zum Einsatz. Anfang Mai 1945 kehrte er mit der Roten Armee nach Deutschland in die Sowjetische Besatzungszone zurück.
Er wurde Mitglied der Kommunistischen Partei Deutschlands (KPD) und mit der Zwangsvereinigung von SPD und KPD 1946 Mitglied der SED. Geiß wurde zunächst als Bürgermeister, dann als Landrat im Landkreis Randow eingesetzt. Ab 1949 arbeitete er in der Landesverwaltung bzw. Landesregierung Mecklenburg-Vorpommern in verschiedenen Funktionen. Er war Leiter der Kommunalabteilung bzw. Hauptabteilung für die Landes-, Kreis- und Gemeindeverwaltung im Ministerium des Innern in Mecklenburg. Gleichzeitig leitete er die Abteilung Information.
Ab 1950 fungierte er  als Leiter der Instruktionsabteilung der Hauptverwaltung Staatliche Verwaltung im Staatssekretariat für Innere Angelegenheiten unter Staatssekretär Hans Warnke im Ministerium des Innern der DDR. Am 20. September 1951 wurde er Leiter der Zentralen Stellenplaninspektion und im Juli 1953 stellvertretender Leiter der neuen Staatlichen Stellenplankommission beim Ministerrat der DDR. Von März 1956 bis 1963 übte er das Amt des stellvertretenden Ministers der Finanzen aus und war für den Aufgabenbereich Stellenplanverwaltung zuständig.
Ab 1964 war er Sekretär des Ministeriums der Finanzen und ab 1971 Leiter der Sonderrevision in der Staatlichen Finanzrevision. Nach dem Eintritt in die Rente lebte Geiß in Schöneiche bei Berlin und wirkte als Stellvertreter des Vorsitzenden des Kreiskomitees der Antifaschistischen Widerstandskämpfer Fürstenwalde.

## Auszeichnungen
- 1955 Vaterländischer Verdienstorden in Bronze, 1971 in Silber und 1976 in Gold sowie 1981 Ehrenspange zum VVO in Gold
- 1958 Medaille für Kämpfer gegen den Faschismus 1933 bis 1945
- 1986 Orden Stern der Völkerfreundschaft in Gold